# Triadillo annandalei
Triadillo annandalei is een pissebed uit de familie Armadillidae. De wetenschappelijke naam van de soort is voor het eerst geldig gepubliceerd in 1914 door Walter Edward Collinge.